# Eric Frick
Eric Frick, född 15 mars 1884, död 19 maj 1965. Frick tävlade i friidrott för IFK Malmö och AIK. 
1901 var han med och stiftade Malmö Läroverks IF där han var ordförande till 1904.
Den 9 augusti 1903 sprang Frick 100 meter på tiden 10,8 sekunder vilket var lika med tangerat världs- och europarekord. Loppet skedde dock på en lutande bana. Vissa källor  anger att han tangerade världsrekordet (som hade satts av Luther Cary, USA år 1891) och europarekordet (satt av Cecil Lee, Storbritannien år 1892). De två rekorden hade redan tangerats av Harald Andersson-Arbin (år 1896), Isaac Westergren (två gånger, år 1898 och 1899), Carl Ljung (år 1900) och skulle senare tangeras även av Knut Lindberg (år 1906). Rekorden förbättrades senare år 1906 av Knut Lindberg till 10,6 s. Andra källor tar inte upp Eric Fricks resultat som vare sig världs- eller europarekord.
Efter att ha flyttat till Stockholm blev han 1904 ordförande i AIK, vilket han var till 1910. Under denna tid tog han initiativet till "AIK:s internationella", en av den tidens största tävlingar i Sverige. Han var även ordförande i Stockholms Idrottsförbunds kommitté för friidrott 1905 till 1907 samt medlem av Svenska Idrottsförbundets styrelse 1906 till 1908.
Han var med i det segrande laget för AIK som vann SM på 4x100 m 1906 (ihop med Fritz Carlsson, Herman Lindqvist och Axel Ljung). Enligt vissa källor vann han SM-guld även 1905 medan andra inte har honom som deltagare i guldlaget från 1905.
1908 utgav han en handbok i militär idrott och friidrott.
Efter att ha varit officer i Iran (dåvarande Persien) 1911 till 1916 och i Tyskland 1916 till 1919 återvände Frick till Sverige. Han var ordförande i Västergötlands Idrottsförbund åren 1920 till 1927, och 1922 till 1927 var han styrelseledamot i Riksidrottsförbundets Överstyrelse. Åren 1928 till 1939 var han ledamot av Riksidrottsförbundets idrottsplatskommitté. 

## Rekord

### Världsrekord (inofficiellt)
- 100 m: 10,8 s (Jönköping,  9 augusti 1903), tangering[2]

### Europarekord (inofficiellt)
- 100 m: 10,8 s (Jönköping,  9 augusti 1903), tangering[3]

### Personliga rekord
- 100 m: 10,8 s (Jönköping,  9 augusti 1903)[6]
- 400 m: 51,7 s (Stockholm,  16 juni 1906)[6]
- Höjdhopp: 1,70 m (Kolding, Danmark,  27 juli 1902)[6]